# 虎眼万年青
虎眼万年青（学名：Ornithogalum saundersiae），又名珍珠草、伯利恒之星，是虎眼万年青属单子叶植物，原产於非洲南部，其花为头状花序，是很有名的观赏植物，全草可入药，有消炎作用。
1992年，日本科学家在虎眼万年青中分离出具有抗癌作用的酰化二糖甾体皂苷——虎眼万年青皂苷，这种物质对癌细胞有很好的抑制作用，可用於治疗癌症，并可防治急性肝损伤。